# Сары-Булакский аильный округ (Тюпский район)
Сары-Булакский аильный округ (аймак) — административная единица в Тюпском районе Иссык-Кульской области Кыргызстана. Административный центр — село Балбай.
Код COATE — 41702 225 870 00 0

## Топоним
Назван по ойкониму  Сары-Булак, названию административного центра до 2000-x годов. 

## Население
По данным переписи 2022 года, в аильном округе проживало 6 319 человек.

## Известные уроженцы
- Балбай батыр — один из выдающихся киргизских героев 19 века.
- Курман-Гали Каракеевич — советский и киргизский историк, академик (с 1960 года) и президент Академии наук Киргизской ССР (1960—1978), член-корреспондент АН СССР (1968).
- Мукамбаев Жээнбай — кандидат филологических наук (1954 г.), профессор, (1989 г.), лауреат премии Народного образования Кыргызской Республики (1960 г.) СССР (1968 г.). известный диалектолог, лексикограф, писатель-рассказчик, журналист-публицист.
- Токтогон Алтыбасарова — колхозница, принявшая на своё попечение в годы Великой Отечественной войны 150 эвакуированных детей из блокадного Ленинграда.
- Абдыкасым Карымшаков — участник Великой Отечественной войны, полный кавалер ордена Славы. Воинское звание — гвардии старшина.

## Административное деление
В состав Сары-Булакского аильного округа ныне входят населённые пункты:
- Балбай
- Кюрментю

## Галерея

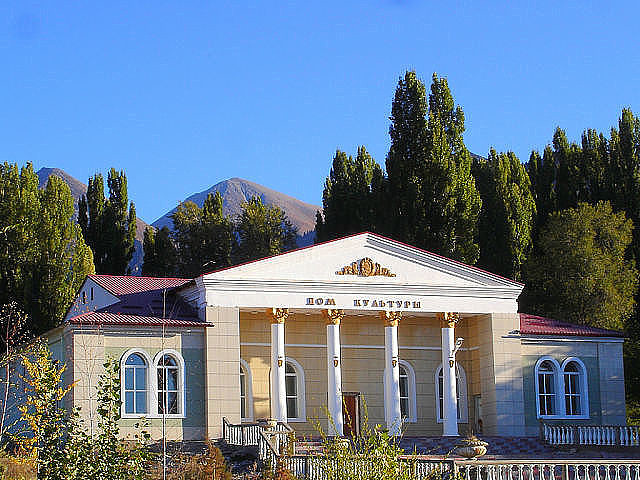
Дом культуры в селе Кюрментю

## Примечание
1. ↑  Государственный классификатор система обозначений объектов административно-территориальных и территориальных единиц Кыргызской республики. Архивная копия от 18 марта 2018 на Wayback Machine — Бишкек: Национальный статистический комитет Кыргызской республики, 2017.
2. ↑  Численность населения областей, районов, городов, поселков городского типа, айылных аймаков и айылов (сел) Кыргызской Республики Архивная копия от 10 ноября 2021 на Wayback Machine (на 2022 год).